# Питър Хамил
Питър Джоузеф Андрю Хамил (на английски: Peter Joseph Andrew Hammill) е британски музикант, един от основателите и водеща фигура в прогресив рок групата Ван дер Граф Дженерейтър.

## Дискография

### С Ван дер Граф Дженерейтър
Вижте Ван дер Граф Дженерейтър.

### Студийни албуми
- „Fool's Mate“ (1971)
- „Chameleon in the Shadow of the Night“ (1973)
- „The Silent Corner and the Empty Stage“ (1974)
- „In Camera“ (1974)
- „Nadir's Big Chance“ (1975)
- „Over“ (1977)
- „The Future Now“ (1978)
- „pH7“ (1979)
- „A Black Box“ (1980)
- „Sitting Targets“ (1981)
- „Enter K“ (1982)
- „Patience“ (1983)
- „Loops and Reels“ (1983)
- „Skin“ (1986)
- „And Close As This“ (1986)
- „In A Foreign Town“ (1988)
- „Out of Water“ (1990)
- „The Fall of the House of Usher“ (1991)
- „Fireships“ (1992)
- „The Noise“ (1993)
- „Roaring Forties“ (1994)
- „X My Heart“ (1996)
- „Everyone You Hold“ (1997)
- „This“ (1998)
- „None of the Above“ (2000)
- „What, Now?“ (2001)
- „Clutch“ (2002)
- „Incoherence“ (2004)
- „Singularity“ (2006)
- „Thin Air“ (2009)
- „Consequences“ (2012)
- „...All That Might Have Been...“ (2014)
- „From the Trees“ (2017)
- „In Translation“ (2021)

### Концертни албуми
- „The Margin“ (1985)
- „Room Temperature“ (1990)
- „There Goes The Daylight“ (1992)
- „Typical“ (1999)
- „The Margin +“ (2002)
- „Veracious“ (2006)